# María Antonia de Paz Figueroa
María Antonia de Paz Figueroa, řeholním jménem María Antonia de San José (1730 Santiago del Estero – 6. března 1799 Buenos Aires) byla argentinská římskokatolická řeholnice, zakladatelka kongregace Dcer Božského Spasitele. Katolická církev ji uctívá jako světici.

## Život
Narodila se roku 1730 v argentinském městě Santiago del Estero rodičům Miguelovi de Paz y Figueroa a Maríi de Zurita. Dostalo se jí dobrého vzdělání.
V patnácti letech složila soukromý slib čistoty a začala žít a oblékat se jako řeholnice. Nebyla však členkou žádného řeholního řádu, nebo kongregace. Jejím vzorem byli jezuité, se kterými také spolupracovala. Ve svém volném čase navštěvovala nemocné a chudé a pečovala o ně.
Ve svém městě také pořádala duchovní cvičení. Ta si získala velkou popularitu po celé Argentině. Mezi města, kde vedla duchovní cvičení bylo kromě jejího rodného města např. Buienos Aires, nebo Córdoba. Mimo to však navštívila a nabízela své služby v řadě dalších měst a v řadě z nich byla i opakovaně. Dostalo se jí kladných reakcí i od řady duchovních. Její duchovní cvičení byla prováděna na základě spisů sv. Ignáce z Loyoly.
Roku 1778 se přestěhovala do Buenos Aires. Zde shromáždila společenství dalších dívek, toužících po řeholním životě. Roku 1795 založila ženskou řeholní kongregaci Dcer Božského Spasitele.
Zemřela dne 6. března 1799 v Buenos Aires, kde je také pohřbena.

## Úcta

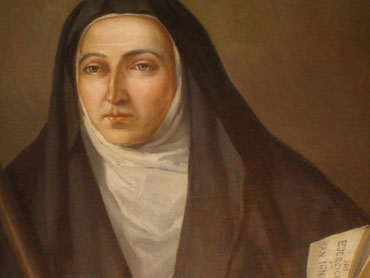
Portrét

Její beatifikační proces započal dne 8. srpna 1917, čímž obdržela titul služebnice Boží. Papež Benedikt XVI. ji dne 1. července 2010 podepsáním dekretu o jejích hrdinských ctnostech prohlásil za ctihodnou. Dne 3. března 2016 byl uznán první zázrak na její přímluvu, potřebný pro její blahořečení.
Blahořečena pak byla dne 27. srpna 2016 v Santiago del Estero. Obřadu předsedal jménem papeže Františka kardinál Angelo Amato. Dne 24. října 2023 byl uznán druhý zázrak na její přímluvu, potřebný pro její svatořečení. Svatořečena pak byla dne 11. února 2024 v bazilice sv. Petra papežem Františkem. Stala se tak první argentinskou světicí.
Její památka je připomínána 7. března. Je zobrazována v řeholním oděvu. Je patronkou jí založené kongregace.

## Odkazy

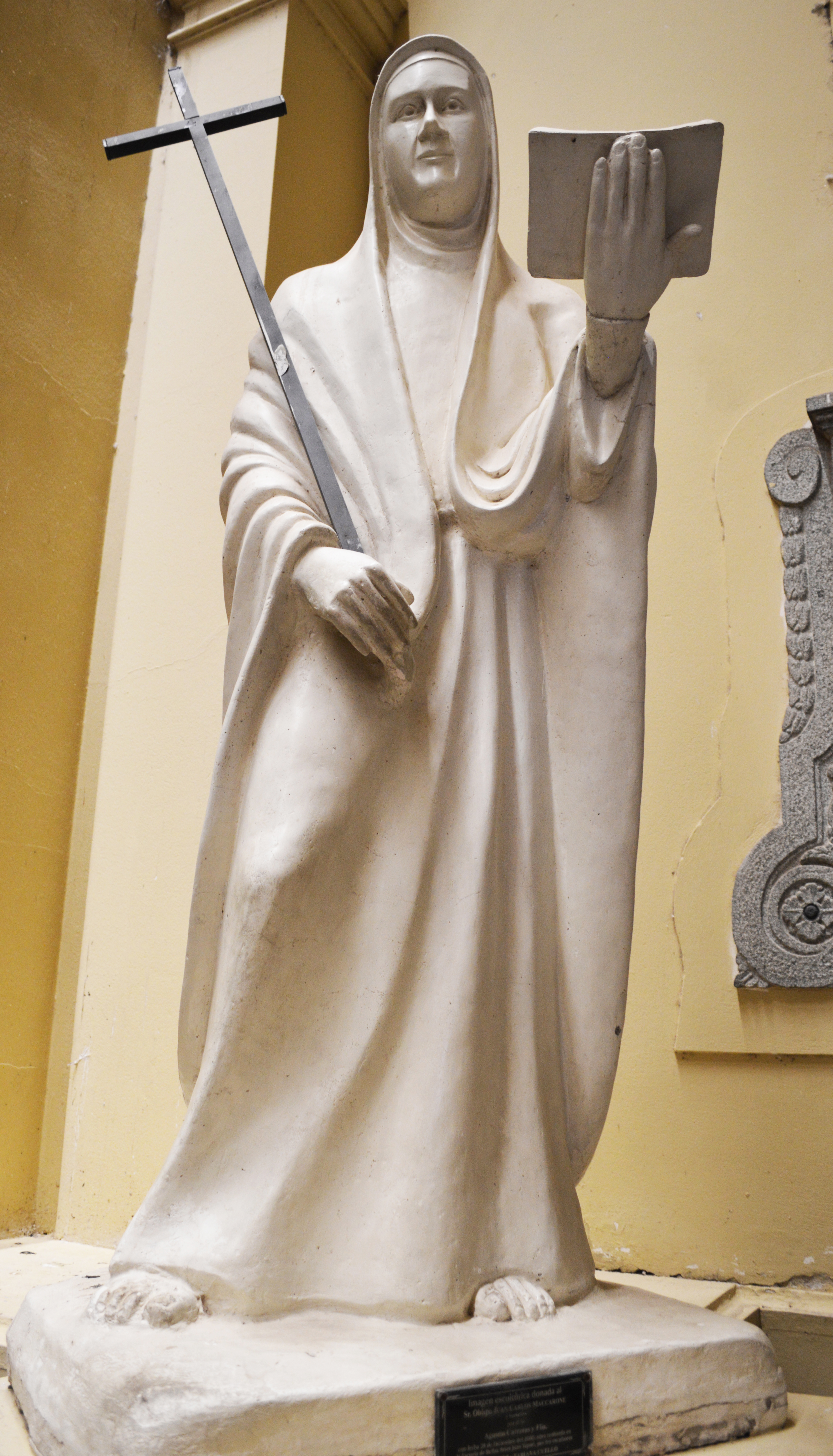
Soška